# Лафрікі
Лафрікі (Lafriki) — прізвище, що має північноафриканське походження, найчастіше зустрічається в Марокко та навколишніх регіонах. Вважається, що це ім'я походить від арабського слова «Афрікі» (أفريقي), що означає «африканець». Префікс «Ла-» є романською транскрипцією (можливо, іспанською або французькою) арабського означеного артикля «Аль-», що означає «той, що».
У історичному контексті такі прізвища, як Лафрікі, часто використовувалися для позначення регіонального походження або ідентичності особи. Таким чином, «Лафрікі» можна інтерпретувати як «африканець», що вказує на прабатьківське коріння або зв'язок з Африканським континентом, зокрема в культурному чи етнічному сенсі.
Історично це прізвище могло використовуватися для позначення родин, які переселилися з Аль-Андалуса (мусульманської Іспанії) до Північної Африки під час або після Реконкісти, або яких іспанці чи місцеві жителі ідентифікували як «африканців» для підкреслення їхнього географічного та культурного походження.

## Відомі особи
- Айуб Лафрікі — марокканський візіонер і прихильник економічного та космічного розвитку в Африці.